# Külföldi Viktor
Külföldi Viktor, eredeti nevén Jacob Mayer,  majd  Mayer-Rubcsics Jakab (Thalheim, Németország, 1844. – Újpest, 1894. március 5.) agitátor, lapszerkesztő, nyelvtanár, a korai magyar  munkásmozgalom egyik vezetője.

## Élete
Az 1860-as években költözött végleg Pestre. Az 1870-es évek elejétől 1890-ig a Pester Lloyd korrektora volt. 1968-ben belépett az Általános Munkás Egyletbe. 1870-ben az Általános Munkás Újság szerkesztője és kiadója lett. 1871 elején belépett az I. Internacionáléba.
1871-ben letartóztatták, a hűtlenségi per egyik fő vádlottja lett, elítélték fél évre.
1873-ban résztvevője volt a szervezőmunkának, mely a munkáspártot életre hívta, rivalizálva a Frankel-féle szocialista mozgalommal, a Nemválasztók Pártjával. Külföldi adta ki először, 1877-ben, a Népszavát mint a jobboldali frakció lapját, majd a Magyarországi Munkáspártot is megszervezte, ez 1880-ban egyesült a Frankel-féle szárnnyal és létrejött a Magyarországi Általános Munkáspárt. Külföldi ezután visszavonult mozgalomból. 
Az 1880-as évek végén újfent a részt vett munkásmozgalomban, számos előadást tartott, s egyúttal „Az Asztalos” c. lapot is szerkesztette. 1890-ben a betegpénztárnál alkalmazták, emiatt végleg visszavonult a munkásmozgalomtól.
Egyike volt azoknak, kik a modern tudományos szocializmust Magyarországon először hirdették szóban és írásban. Meghalt 1894. március 5-én Újpesten, 50 éves korában.

## Munkái
1. A socialisták politikai társadalmi és gazdászati programmja. Bpest, 1878.
2. Egy furfangos munkás. Socalistikus szinmű. Magyarította. 2. kiadás ...
3. A munkásmozgalom alapjai. Dr. Jacoby János nyomán ... 2. kiadás ...
4. Szabadság-költészet, munkásdalok és szavalmányok. Budapest, 1879.
5. A budapesti kommunista pör. Uo. 1880. (A Népszava lázítási pöre.)

Szerkesztette és kiadta az Általános Munkás-Ujságot 1870. április 1-től december 30-ig és a Népszavát 1870. november 25-től 1879. szeptember 28-ig.